# Aurelio Luini
Aurelio Luini (Milano, 1530 – Milano, 6 agosto 1593) è stato un pittore italiano.

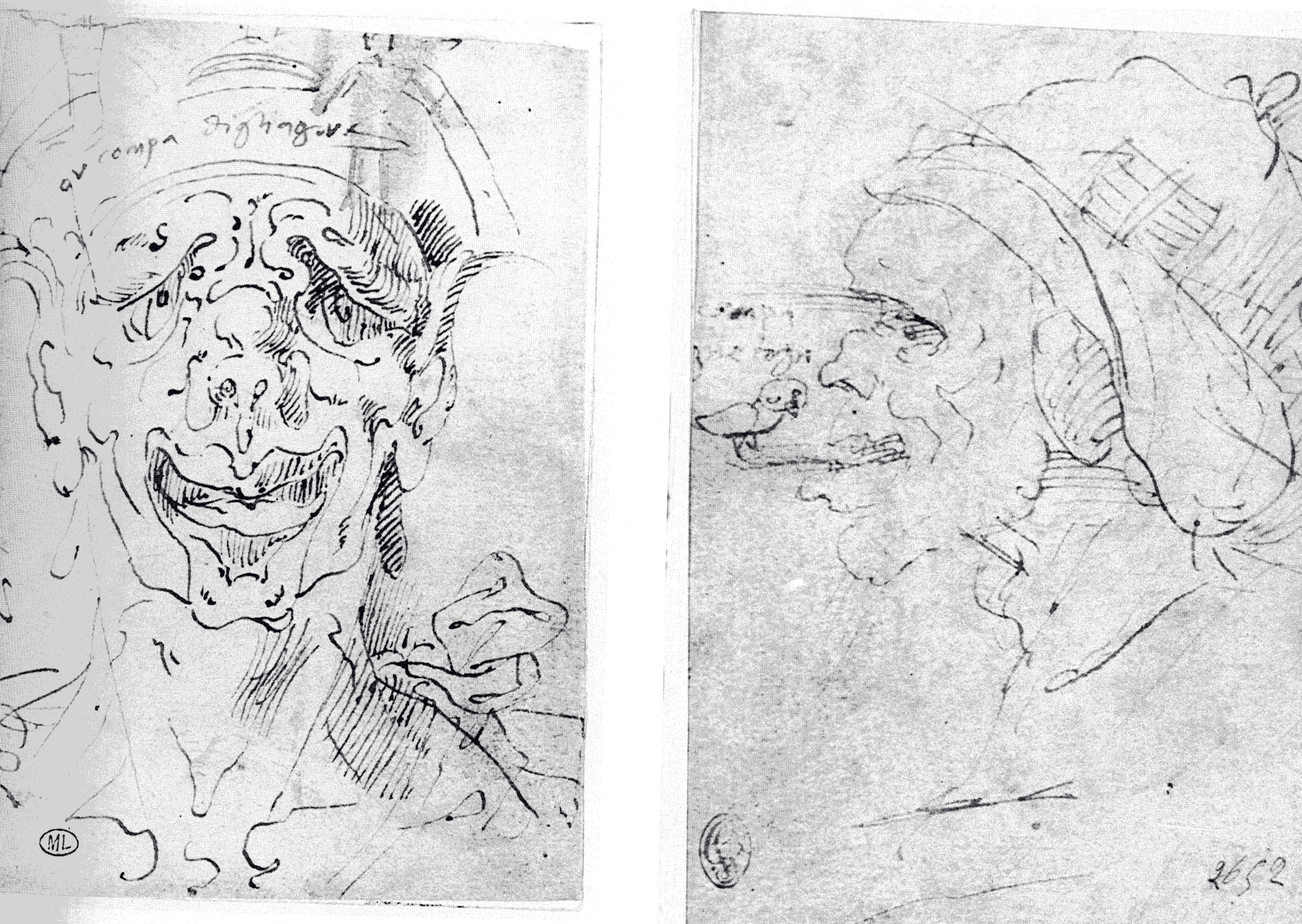
Aurelio Luini, Ol compà Digliagòr e Ol compà Braghetògn (due caricature di accademici della Val di Blenio?), Milano, Ambrosiana.

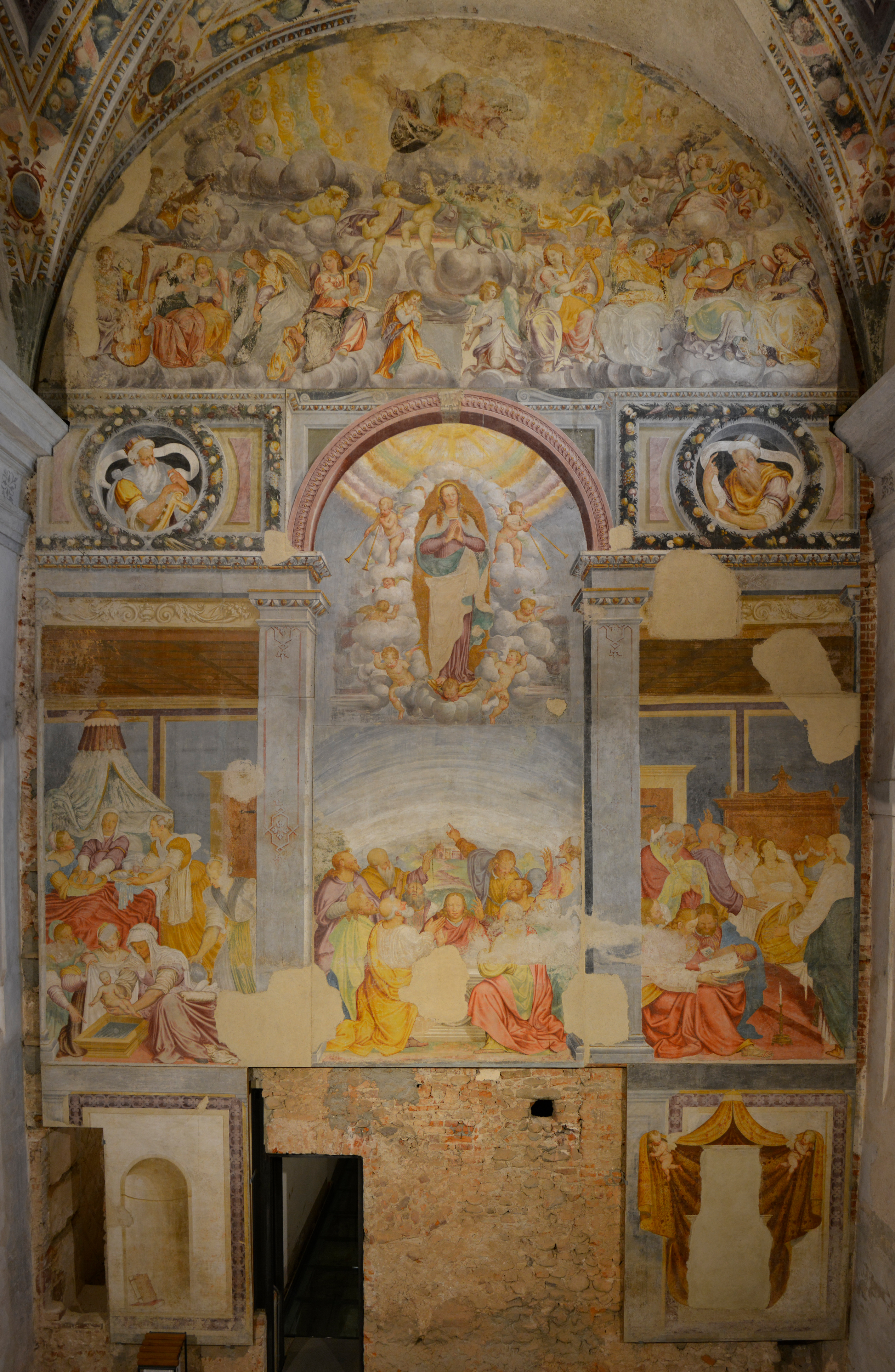
L'affresco dell'Assunzione della Madonna nel monastero di Cairate.

Figlio di Bernardino Luini, ne ereditò insieme ai fratelli la commissione per la decorazione ad affresco della chiesa di San Maurizio al Monastero Maggiore a Milano, caratterizzata dall'insieme di influssi lombardi (ad esempio, di Vincenzo Foppa) e della scuola forlivese (ad esempio, di Melozzo da Forlì)
Nel 1560 affrescò il tramezzo del monastero di Santa Maria Assunta a Cairate (Varese) con l'Assunzione della Madonna; ad anni più tardi risalgono la drammatica Pietà (Milano, San Barnaba), gli affreschi di S. Maria di Campagna a Pallanza, presso Verbania (in collaborazione con Carlo Urbino), gli affreschi di S. Vincenzo alle Monache a Milano (oggi a Brera), la S. Tecla per il Duomo (oggi in sacrestia) e la Madonna tra i Ss. Rocco e Sebastiano per la cattedrale di Tortona. Con la sua scuolalavorò anche nei medesimi anni al Santuario di Corbetta.
Aurelio Luini fu un interessante esponente dell'ultimo manierismo lombardo, anche per il suo essere tramite diretto con l'arte di Leonardo da Vinci (di cui era in possesso del Cartone di sant'Anna, oggi alla National Gallery e di un perduto "libricciuolo" di teste grottesche). Amico di Giovanni Paolo Lomazzo ed affiliato (con il nome di compà Lovìgn) alla sua eterodossa Accademia dei Facchini della Val di Blenio, Aurelio incontrò anche problemi con la censura ecclesiastica, come testimonia una misteriosa ordinanza del vescovo Carlo Borromeo che nel 1581, per un breve periodo, gli vietò di dipingere.